# Bachelor Father (serie televisiva 1957)

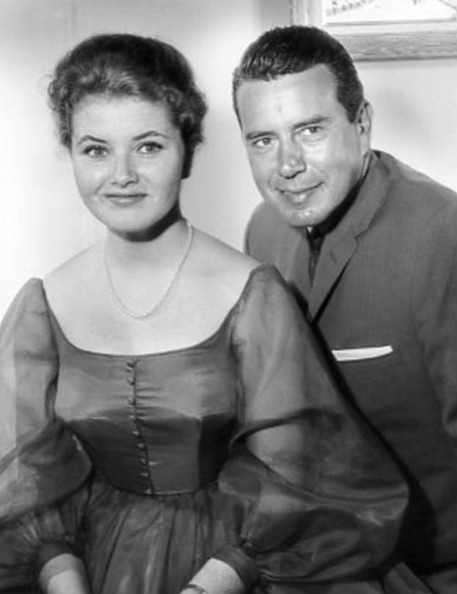
Foto pubblicitaria della serie. Noreen Corcoran e John Forsythe.

Bachelor Father è una serie televisiva statunitense in 157 episodi trasmessi per la prima volta nel corso di 5 stagioni dal 1957 al 1962.

## Trama
Bentley Gregg, un ricco avvocato scapolo che vive a Beverly Hills, si assume la responsabilità di allevare la nipote, Kelly, dopo che i suoi genitori sono morti in un incidente automobilistico. Gli altri membri del cast includono il cameriere Peter Tong, il fidanzato di Kelly, Howard Meechum, Jasper, il cane, e la segretaria di Gregg, Kitty Marsh.
La maggior parte degli episodi sono incentrati su Bentley e sul suo nuovo ruolo di genitore adottivo, per il quale è alla ricerca costante della donna giusta per condividere il suo compito. Kelly affronta i soliti problemi adolescenziali. Nell'ultima stagione, si affronta il matrimonio imminente di Kelly con un partner di Bentley, Warren Dawson. La serie si conclude prima del matrimonio.

## Personaggi e interpreti

### Personaggi principali
- Bentley Gregg (157 episodi, 1957-1962), interpretato da John Forsythe.
- Kelly Gregg (157 episodi, 1957-1962), interpretata da Noreen Corcoran.
- Peter Tong (157 episodi, 1957-1962), interpretato da Sammee Tong.
- Ginger Farrell (51 episodi, 1957-1962), interpretata da Bernadette Withers.
- Howard Meechim (38 episodi, 1958-1962), interpretato da Jimmy Boyd.

### Personaggi secondari
- Kitty Marsh (16 episodi, 1959-1961), interpretata da Sue Ane Langdon.
- Chuck Forrest (14 episodi, 1959-1962), interpretato da Pat McCaffrie.
- Vickie (13 episodi, 1957-1958), interpretata da Alice Backes.
- Jasper, il cane (13 episodi, 1960-1962), interpretato da Red.
- Kitty Deveraux (11 episodi, 1958-1959), interpretata da Shirley Mitchell.
- Cal Mitchell (10 episodi, 1960-1962), interpretato da Del Moore.
- Committee Member (10 episodi, 1957-1959), interpretato da John Hiestand.
- Bert Loomis (7 episodi, 1958-1960), interpretato da Whit Bissell.
- Tom (7 episodi, 1958-1959), interpretato da Ric Rondell.

## Produzione
La serie fu prodotta da Bachelor Productions e girata a Los Angeles in California.

### Registi
Tra i registi della serie sono accreditati:
- Earl Bellamy (82 episodi, 1959-1962)
- Jerry Hopper (15 episodi, 1957-1958)
- John Newland (13 episodi, 1958-1961)
- Sidney Lanfield (11 episodi, 1958-1959)
- Bretaigne Windust (10 episodi, 1959-1960)
- Sidney Miller (5 episodi, 1958-1960)
- Don Taylor (4 episodi, 1958-1959)
- Hollingsworth Morse (4 episodi, 1962)
- Norman Abbott (3 episodi, 1959-1960)
- Stanley Z. Cherry (3 episodi, 1961-1962)
- Andrew McCullough (2 episodi, 1958)

## Distribuzione
La serie fu trasmessa negli Stati Uniti dal 1957 al 1962 sulle reti televisive CBS (1957-1959), NBC (1959-1961) e ABC (1961-1962).
Alcune delle uscite internazionali sono state:
- negli Stati Uniti il 15 settembre 1957 (Bachelor Father)
- in Finlandia (Poikamiehen perhe)

## Episodi
| Stagione         | Episodi | Prima TV originale |
| ---------------- | ------- | ------------------ |
| Prima stagione   | 20      | 1957-1958          |
| Seconda stagione | 20      | 1958-1959          |
| Terza stagione   | 37      | 1959-1960          |
| Quarta stagione  | 40      | 1960-1961          |
| Quinta stagione  | 40      | 1961-1962          |